# 루카 차이아

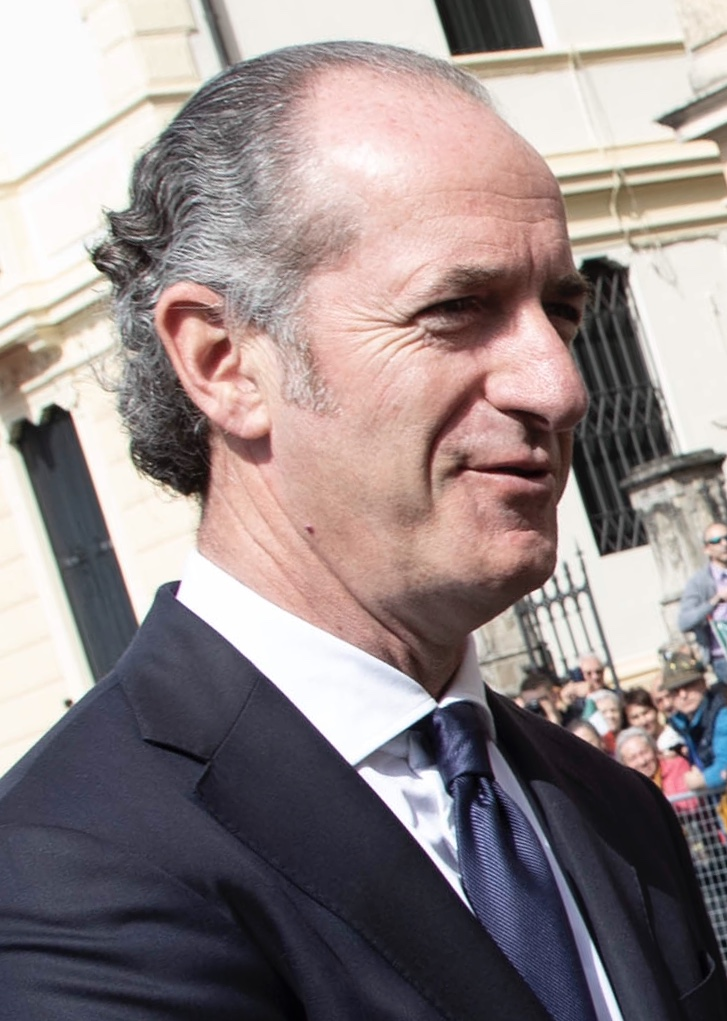
루카 차이아

루카 차이아 (Luca Zaia, 1968년 3월 27일 ~ )는 이탈리아의 정치인이며, 북부동맹당의 당원이자, 베네토주의 주지사이다.

## 학력
- 코네글리아노 양조학 학교 (Scuola enologica di Conegliano)
- 우디네 대학교 (Università degli Studi di Udine) 농업학부 동물생산과학 전공

## 개인생활
- 1999년 라파엘라 몬티 (Raffaella Monti)와 결혼하였다.